# Buc de Nubiera
Il Buc de Nubiera (3215 m s.l.m.) è una montagna delle Alpi Cozie situata tra l'alta valle Maira e l'alta valle dell'Ubaye, sul confine tra Italia e Francia.

## Caratteristiche

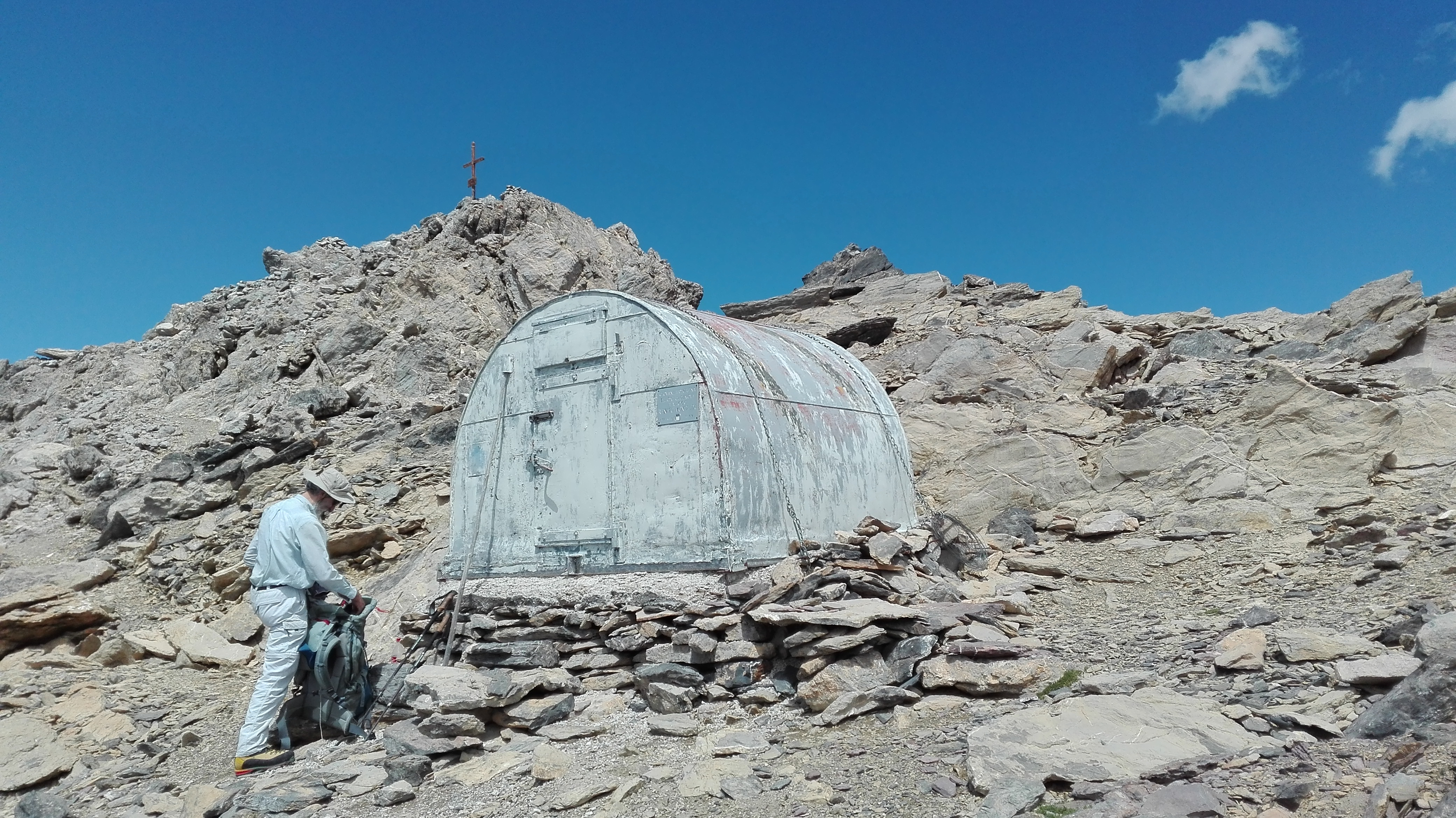
La vetta della montagna con il bivacco Renato Montaldo.

La montagna si trova sullo spartiacque alpino principale, nel gruppo dello Chambeyron, poco a sud del Brec de Chambeyron.
La vetta sorge sulla cresta principale, che sale dal col de Nubiera (2865 m) in direzione nord, raggiungendo prima una punta secondaria a quota 3016 m (senza nome sulle carte IGM), poi la vetta; da qui la cresta piega brevemente verso ovest, prosegue di nuovo in direzione nord raggiungendo la quota 3236, poi il Parias Coupà (3248 m), dirigendosi quindi verso il Brec de Chambeyron. Dalla vetta dirama una cresta secondaria arcuata, con direzione prima sud-ovest poi decisamente ovest; un'altra cresta circa parallela dirama dalla quota 3016, chiudendo un valloncello secondario sul versante francese. Sul versante italiano, il pendio è erto e scosceso in maniera circa uniforme; uno sperone secondario scende in direzione est dalla cresta tra la quota 3016 e la vetta, mentre un ripido canalone si distacca in direzione nord-est dal breve tratto di cresta che piega verso ovest.
La cartografia francese mostra alcune differenze nei nomi e nelle quote. La vetta principale è riportata con una quota di 3219 m, ed è priva di nome; per contro, la quota 3016 è riportata con una quota di 3024 m ed il nome le Massour.
Dal punto di vista geologico, la montagna è composta da formazioni del complesso brianzonese; in particolare, in vetta affiorano calcari micritici rosati del Giurassico, mentre sul versante est si trovano calcari dolomitici e dolomie del Triassico. La montagna è interessata da un'evidente faglia, la cui traccia, vista da est, culmina poco a sud della vetta e scende diagonalmente verso destra con un'inclinazione di circa 30°.
In prossimità della vetta, sul versante francese, sorge un bivacco, il bivacco Renato Montaldo al Buc di Nubiera, di proprietà dell'associazione alpinistica Giovane Montagna di Genova.

## Ascensione alla vetta

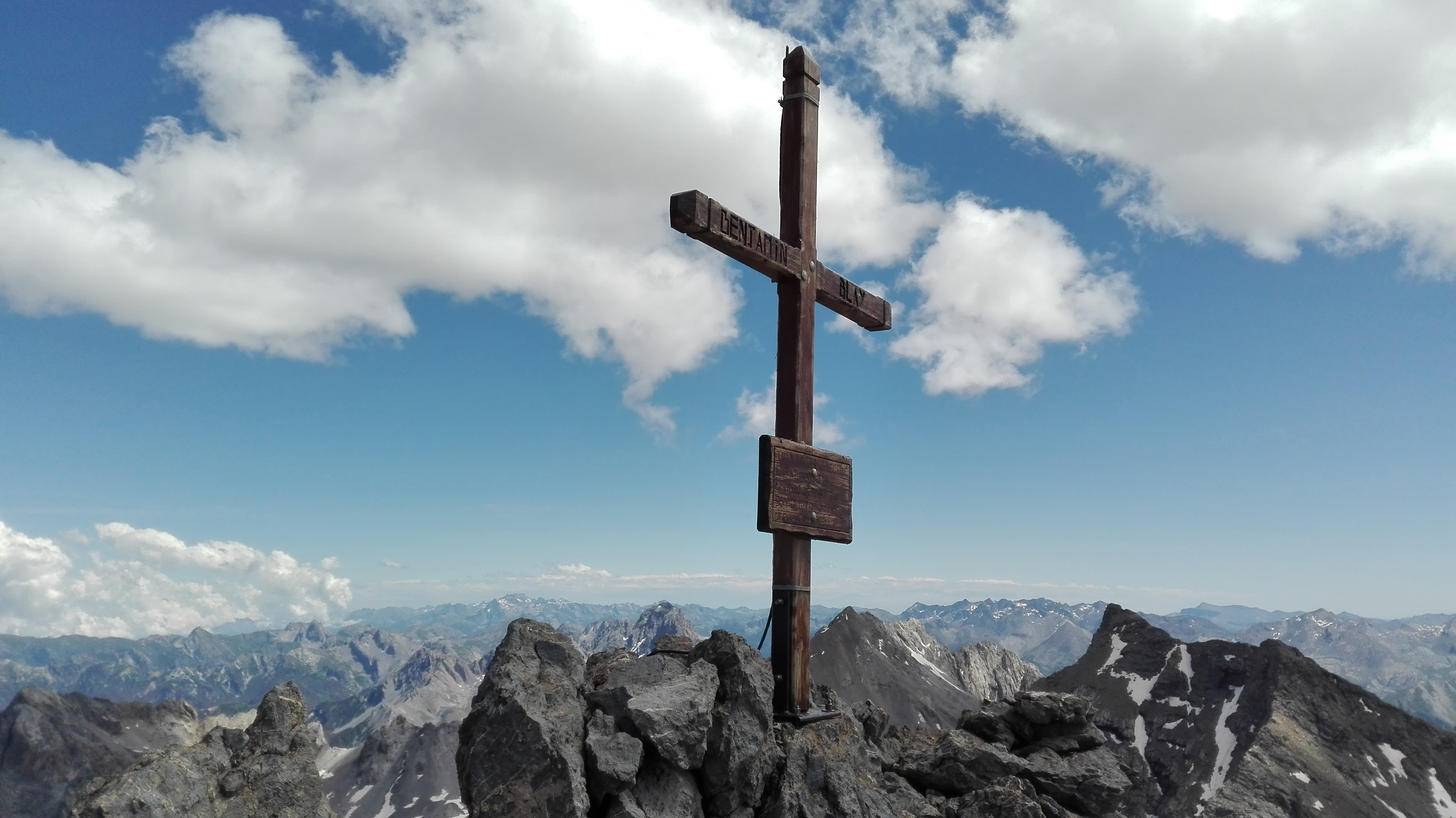
Croce di vetta.

La via normale dal versante italiano può essere percorsa partendo dalla frazione Chiappera di Acceglio. Si risale alla montagna di Stroppia seguendo il sentiero Dino Icardi, poi si seguono le indicazioni per il colle di Nubiera. Prima di arrivare al colle, si prende un canalino sul versante est della montagna, che conduce alla cresta a sud della vetta; da qui si risale la cresta verso nord fino in vetta. Questo itinerario è di tipo alpinistico, con grado di difficoltà valutato in PD.
Per accedere dal versante francese si parte dalla frazione Fouillouse di Saint-Paul-sur-Ubaye; da qui si segue il sentiero per il colle di Nubiera (in francese, col de Stroppia) fino ad incontrare il canalone che scende dalla cresta sud contornato dai due speroni diretti verso ovest. Si risale il canalone fino al bivacco, e da qui alla vetta. La difficoltà di questo percorso è valutata in F.

### Accesso invernale
La normale francese estiva è percorribile anche in inverno con gli sci; si tratta di un itinerario di sci alpinismo impegnativo ma senza passaggi alpinistici rilevanti.